# Violetta en concierto: La Película
Violetta en concierto - La Película (Brasil: Violetta - O Show / Portugal: Violetta o concerto em Milão) é um filme argentino-italiano de 2014, do gênero musical e documentário. O filme tem 2 versões: a argentina e a italiana. O filme foi produzido pela Buena Vista. Na Argentina, teve sua estréia no dia 2 de abril de 2014. Em Portugal estreou a 8 de maio 2014.No Brasil estreou em 28 de junho de 2014.

## Sinopse
O filme acompanha a turnê mundial Violetta en Vivo liderada por Martina Stoessel a protagonista da série Violetta e todo seu elenco, com cenas dos bastidores e entrevistas exclusivas. O início dos shows foi em Buenos Aires, seguindo para outros países da América Latina e Europa, contado com 200 apresentações no total. O registro do dia-a-dia das viagens faz um registro dos cenários, figurinos e coreografia, reunindo todos as emoções ao vivo de uma turnê.
Versão Italiana (Portugal)
Em Portugal o filme estreou dia 8/5/2014 nos cinemas por tempo limitado. O filme mostra o concerto em Milão ocorrido em janeiro 2014. O filme também mostra cenas nos bastidores, e o aniversário de Candelaria Molfese (Camila).
Versão Argentina (Brasil)
No Brasil o filme estreou dia 28/6/2014. O filme mostra o concerto em Buenos Aires

## Elenco
- Martina Stoessel como Violetta
- Jorge Blanco como León
- Diego Domínguez como Diego
- Mercedes Lambre como  Ludmila
- Lodovica Comello como Francesca
- Ruggero Pasquarelli como Federico
- Candelaria Molfese como Camila
- Facundo Gambandé como Maxi
- Samuel Nascimento como Broduey
- Xabiani Ponce De León como Marco
- Alba Rico como Naty
- Nicolás Garnier como Andrés

## Estreias
| País                 | Data de Estreia     | Título                             |
| -------------------- | ------------------- | ---------------------------------- |
| Argentina            | 2 de Abril de 2014  | Violetta En Concierto: La película |
| Itália               | 3 de Abril de 2014  | Violetta Backstage Pass            |
| Uruguai              | 3 de Abril de 2014  | Violetta En Concierto: La película |
| Colômbia             | 15 de Abril de 2014 | Violetta En Concierto: La película |
| Paraguai             | 16 de Abril de 2014 | Violetta En Concierto: La película |
| Chile                | 17 de Abril de 2014 | Violetta En Concierto: La película |
| Peru                 | 1 de Maio de 2014   | Violetta En Concierto: La película |
| Costa Rica           | 2 de Maio de 2014   | Violetta En Concierto: La película |
| El Salvador          | 2 de Maio de 2014   | Violetta En Concierto: La película |
| Cuba                 | 2 de Maio de 2014   | Violetta En Concierto: La película |
| Guatemala            | 2 de Maio de 2014   | Violetta En Concierto: La película |
| Honduras             | 2 de Maio de 2014   | Violetta En Concierto: La película |
| Nicarágua            | 2 de Maio de 2014   | Violetta En Concierto: La película |
| Panamá               | 2 de Maio de 2014   | Violetta En Concierto: La película |
| República Dominicana | 2 de Maio de 2014   | Violetta En Concierto: La película |
| Bolívia              | 8 de Maio de 2014   | Violetta En Concierto: La película |
| Portugal             | 8 de Maio de 2014   | Violetta: O Concerto em Milão      |
| México               | 9 de Maio de 2014   | Violetta En Concierto: La película |
| Equador              | 9 de Maio de 2014   | Violetta En Concierto: La película |
| Roménia              | 9 de Maio de 2014   | Violetta: In Concert               |
| Polónia              | 9 de Maio de 2014   | Violetta: Koncert                  |
| Espanha              | 9 de Maio de 2014   | Violetta: La Emoción Del Concierto |
| Bulgária             | 9 de Maio de 2014   | ВИОЛЕТА - Вход "Зад Кулисите"      |
| Hungria              | 9 de Maio de 2014   | Violetta - A koncert               |
| Chéquia              | 9 de Maio de 2014   | Violetta Koncert                   |
| Eslováquia           | 9 de Maio de 2014   | Violetta Koncert                   |
| Venezuela            | 23 de Maio de 2014  | Violetta En Concierto: La película |
| Brasil               | 28 de Junho de 2014 | Violetta: O Show                   |

| País | Canal                         | Data de Estreia        |
| --- | ----------------------------- | ---------------------- |
| Itália | Disney Channel Itália         | 28 de Junho de 2014    |
| Argentina · Chile · Colômbia · Costa Rica · Cuba · Paraguai · Peru · El Salvador · Guatemala · Honduras · Nicarágua · Panamá · República Dominicana · Bolívia · México · Equador · Uruguai · Venezuela | Disney Channel América Latina | 13 de Julho de 2014    |
| Bulgária | Disney Channel Bulgária       | 13 de Setembro de 2014 |
| Brasil | Disney Channel Brasil         | 21 de Setembro de 2014 |
| Portugal | Disney Channel Portugal       | 14 de Novembro de 2014 |
| França | Disney Channel França         | 30 de Janeiro de 2015  |